# Темпло майор
19°26′06″ пн. ш. 99°07′53″ зх. д. / 19.435° пн. ш. 99.131389° зх. д.

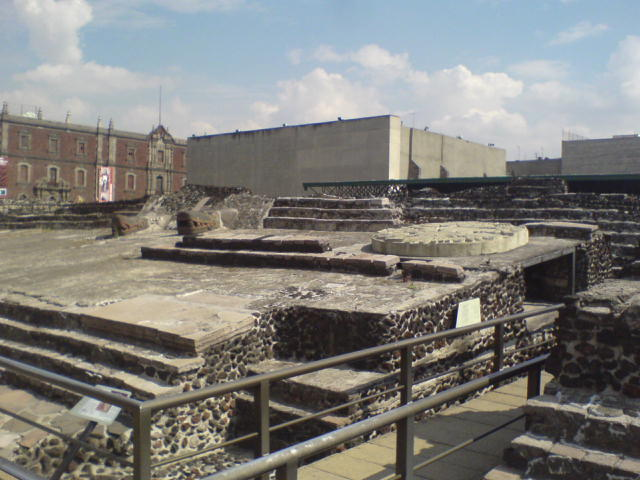
Сучасний стан Темпло Майор

Темпло Майор (ісп. Templo Mayor — «великий храм»), іноді називається піраміда Уїцилопочтлі — комплекс культових споруд у столиці держави ацтеків Теночтітлані (сучасний Мехіко). Піраміда височіла на 60 м над ритуальним районом міста, на її вершині стояло два храми на честь бога Уїцилопочтлі (бог сонця і війни) і бога Тлалока (бог дощу і родючості).
Темпло Майор був побудований приблизно в 1325 році, і до початку XVI століття храми стали центром релігійного життя для всіх ацтеків, які жили на території Мексики (в ті часи до 300 тис.). Безліч маленьких будівель і платформ навколо храму утворювали комплекс. На одній з платформ, що веде до храму, зроблено рельєф, що зображає цомпантлі — підставку для черепів.
Більша частина комплексу була знищена в 1521 році під час завоювання ацтеків іспанськими конкістадорами на чолі з Ернаном Кортесом. Залишки нижньої частини були знайдені в ході робіт з прокладання кабелю 21 лютого 1978 року. Розкопки тривали до 1982 року, в даний час руїни і музей відкрито для відвідування.
Темпло Майор є частиною історичного центру Мехіко, який був доданий в список Всесвітньої спадщини ЮНЕСКО в 1987 році.

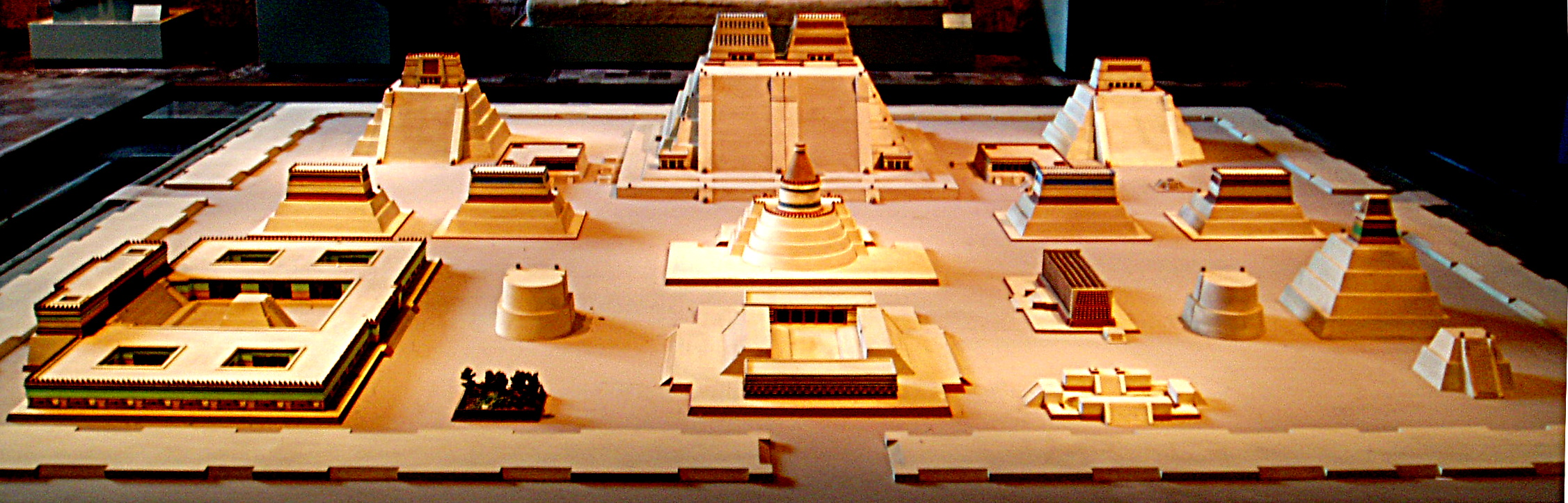
Модель Темпло Майор